# Funadhoo (Thiladhunmathi-Miladummadulhu-Atoll)
Funadhoo ist eine Insel im Südosten des Thiladhunmathi-Miladummadulhu-Atolls, dem größten Atoll des Inselstaats Malediven in der Lakkadivensee (Indischer Ozean).

## Geographie
Die langgestreckte, dicht besiedelte Insel mit einer Fläche von ca. 120 Hektar hatte 2014 etwa 2019 Einwohner.

## Verwaltung
Funadhoo ist die Hauptinsel des maledivischen Verwaltungsatolls Miladhunmadulu Uthuruburi mit der Thaana-Kurzbezeichnung ށ (Shaviyani).